# Буслайково
Буслайково — деревня в Невельском районе Псковской области России. Входит в сельское поселение Артёмовская волость.

## География
Находится в 9 км к востоку от волостной деревни Борки.

## Население
Численность населения деревни на конец 2000 года составляла 2 жителя.